# LeSean McCoy
LeSean Kamel McCoy (Harrisburg, Pensilvania, Estados Unidos, 12 de julio de 1988) es un exjugador profesional de fútbol americano de la National Football League (NFL) que jugó con los Philadelphia Eagles, Buffalo Bills, Kansas City Chiefs y Tampa Bay Buccaneers.

## Carrera deportiva
McCoy proviene de la Universidad de Pittsburgh y fue elegido en el Draft de la NFL de 2009, en la ronda número 2 con el puesto número 53 por el equipo Philadelphia Eagles.
Ha jugado en los equipos Philadelphia Eagles, Buffalo Bills, Kansas City Chiefs y Tampa Bay Buccaneers.
El 6 de abril de 2020, McCoy fue anunciado como uno de los cuatro running backs del equipo All-Decade de la década de 2010-2019, junto a Frank Gore, Marshawn Lynch y Adrian Peterson.

## Estadísticas generales
|  | Seleccionado al Pro Bowl |

| Año   | Equipo | Juegos | Juegos | Acarreos | Acarreos | Acarreos | Acarreos | Acarreos | Acarreos | Recepciones | Recepciones | Recepciones | Recepciones | Recepciones | Recepciones | Balones sueltos |
| Año   | Equipo | GP     | GS     | Att      | Yds      | Avg      | Long     | TD       | 1D       | Rec         | Yds         | Avg         | Long        | TD          | 1D          | Balones sueltos |
| ----- | ------ | ------ | ------ | -------- | -------- | -------- | -------- | -------- | -------- | ----------- | ----------- | ----------- | ----------- | ----------- | ----------- | --------------- |
| 2009  | PHI    | 16     | 4      | 155      | 637      | 4.1      | 66       | 4        | 29       | 40          | 308         | 7.7         | 45          | 0           | 13          | 2               |
| 2010  | PHI    | 15     | 13     | 207      | 1,080    | 5.2      | 62       | 7        | 46       | 78          | 592         | 7.6         | 40          | 2           | 29          | 2               |
| 2011  | PHI    | 15     | 15     | 273      | 1,309    | 4.8      | 60       | 17       | 85       | 48          | 315         | 6.6         | 26          | 3           | 18          | 1               |
| 2012  | PHI    | 12     | 12     | 200      | 840      | 4.2      | 34       | 2        | 45       | 54          | 373         | 6.9         | 36          | 3           | 20          | 4               |
| 2013  | PHI    | 16     | 16     | 314      | 1,607    | 5.1      | 57       | 9        | 79       | 52          | 593         | 10.4        | 70          | 2           | 24          | 1               |
| 2014  | PHI    | 16     | 16     | 312      | 1,319    | 4.2      | 53       | 5        | 68       | 28          | 155         | 5.5         | 18          | 0           | 10          | 4               |
| 2015  | BUF    | 12     | 12     | 203      | 895      | 4.4      | 48       | 3        | 42       | 32          | 292         | 9.1         | 22          | 2           | 12          | 2               |
| 2016  | BUF    | 15     | 15     | 234      | 1,267    | 5.4      | 75       | 13       | 56       | 50          | 356         | 7.1         | 41          | 1           | 17          | 3               |
| 2017  | BUF    | 16     | 16     | 287      | 1,138    | 4.0      | 48       | 6        | 57       | 59          | 448         | 7.6         | 39          | 2           | 23          | 3               |
| 2018  | BUF    | 14     | 13     | 161      | 514      | 3.2      | 28       | 3        | 22       | 34          | 238         | 7.0         | 24          | 0           | 10          | 0               |
| 2019  | KC     | 13     | 9      | 101      | 465      | 4.6      | 4        | 39       | 24       | 28          | 181         | 6.5         | 23          | 1           | 6           | 3               |
| 2020  | TB     | 10     | 0      | 10       | 31       | 3.1      | 14       | 0        | 2        | 15          | 101         | 6.7         | 15          | 0           | 3           | 0               |
| Total | Total  | 170    | 141    | 2,457    | 11,102   | 4.5      | 75       | 73       | 555      | 518         | 3,898       | 7.5         | 70          | 16          | 185         | 25              |

Fuente: Pro-Football-Reference.com